# CD8.4
CD8.4 je chimérní koreceptor vytvořen v myším imunologickém modelu. Jeho extracelulární a transmebránová část pochází z myšího CD8 koreceptoru, ale jeho intracelulární doména je nahrazena intracelulární doménou CD4 koreceptoru. Tento chimérní koreceptor byl vytvořen za účelem sledování vlivu interakce koreceptorů s Lck (protein-tyrosinovou kinázou specifickou pro lymfocyty). CD4 a CD8 koreceptory interagují s Lck v intracelulární části buňky. T-lymfocyty nesoucí CD4 koreceptor mají vyšší párováni s Lck než CD8 T-lymfocyty. CD8.4 koreceptor má párováni s Lck podobné CD4 T-lymfocytům, zatím co interakční schopnosti s MHC molekulami si zachovává z CD8 koreceptoru. Umožňuje tedy sledování vlivu odlišného párováni s Lck na funkci koreceptoru.

## Původ
CD8.4 koreceptor byl vytvořen v laboratoři Alfreda Singera, a prvně popsán v časopisu The Journal of Immunology v roce 2006. Je to tzv. knock-in mutace na C57BL/6 myši, která byla vytvořena pomocí homologní integrace.

## CD8.4 T lymfocyty
T lymfocyty nesoucí CD8.4 koreceptor jsou více self-reaktivní než T lymfocity nesoucí neupravovaný CD8 koreceptor. CD8.4 T lymfocyty mají vyšší expresi povrchové molekuly CD5, která koreluje s mírou self-reaktivity.